# Jardins de France (revue)
Jardins de France est la revue trimestrielle de la Société nationale d'horticulture de France (SNHF). Elle s’adresse plus particulièrement aux amateurs éclairés, aux enseignants et aux étudiants en biologie, en botanique et en horticulture, ainsi qu'aux jardiniers passionnés qu’ils soient particuliers ou professionnels.

## Description
Chaque numéro comprend des articles consacrés aux plantes et à leurs sciences, à des rencontres, des découvertes de plantes et de jardins et des conseils techniques de jardinage. Il comprend aussi un dossier thématique (Grand Angle) abordant tous les thèmes en rapport avec l'horticulture qu'ils soient d'actualité, historiques ou scientifiques. Les articles peuvent concerner les jardins, la botanique ainsi que les hommes et les femmes remarquables de l'horticulture. Une rubrique relaye les activités de la SNHF. Une page spéciale est dédiée au point de vue d’un spécialiste, une autre aux parutions de livres récents,.
De nombreux articles anciens et plus récents citent la revue Jardins de France dans leurs références (à titre d'exemples) :
- dans la « Revue horticole de l'Algérie » en 1951[3] ;
- dans la « Revue forestière française »[4] ;
- dans « Minerva » : Annuaire international des institutions scientifiques[5] ;
- dans la « Revista de horticultură şi viticultură »[6] ;
- dans l'« Intermédiaire des chercheurs et des curieux »[7] ;
- dans « List of agricultural press and periodicals in OEEC member countries »[8].

Le comité de rédaction regroupe une dizaine de personnes spécialistes des secteurs horticoles (légumes, fruits, plantes d’ornements, art des jardins, etc.). Pour chaque numéro il est fait appel à une équipe de contributeurs spécialistes des sujets traités (enseignants, chercheurs, journalistes, professionnels de l'horticulture ou simples membres de la SNHF). Ainsi de très nombreux auteurs tous bénévoles participent à la rédaction des articles pour Jardins de France.
En 2012, la revue devient accessible uniquement sur internet, sur abonnement. Dès 2014, son accès est rendu gratuit. Cependant, à la demande des lecteurs membres de la SNHF, la revue est à nouveau imprimée en version papier et diffusée aux abonnés depuis septembre 2017, la revue reste également accessible gratuitement sous format numérique.

## Historique

### Annales de la Société d'Horticulture de Paris
Jardins de France est la continuation des Annales de la Société d'Horticulture de Paris et Journal spécial de l'état des progrès du jardinage, bulletin de la Société d'Horticulture (devenue SNHF) lancée en 1827 avec pour but le perfectionnement de l'horticulture. Elle comportait des mémoires et articles originaux, des analyses et traductions, des nouvelles et un bulletin bibliographique. Le premier cahier donne la liste des nombreux fondateurs. Les cahiers sont réunis en volumes annuels (environ 200 pages par tome) avec les meilleures signatures de l'époque Vilmorin, Loiseleur-Deslongchamps, Soulange-Bodin, Poiteau. Elle permet de suivre les innovations horticoles professionnelles, nouveaux fruits, nouvelles techniques et les jardins d'agrément.

### Jardins de France
Hormis les « brèves d'information », les deux premiers articles de fond furent les comptes-rendus de deux conférences données respectivement par L. Cuny sur le thème « orientations à donner aux plantations fruitières nouvelles » et par G. Chesnel sur « Les meilleures variétés de roses mises au commerce depuis 10 ans. Les Annales et les Bulletins édités fusionnent en 1960 avec la Revue horticole, revue scientifique éditée par la SNHF, dont la parution était bimestrielle. Jardins de France fut créée en 1947 sous une première forme pour faire une revue qui regroupe différents objectifs. En 1959 un système de double abonnement à Jardins de France (plutôt pour les amateurs) et à la Revue horticole (plutôt pour les professionnels) fut mis en place. Par la suite la Revue horticole fut remplacée par « P.H.M. revue horticole ». Cette publication fut arrêtée en 2010, absorbée par le Lien horticole  (ISSN 0293-6852). En 1980, plusieurs Sociétés d'horticulture adhérentes décidèrent d'insérer des encarts régionaux dans Jardins de France. Au cours des années, le format et la pagination de la revue furent augmentés.

## Hommage
Une rose lui a été dédiée par la maison Meilland, sous le nom de 'Jardins de France'.